# Badplats

Badplats

Ein Badplats bezeichnet in der schwedischen Sprache einen Bereich an einem frei zugänglichen See, Fluss oder Meeresabschnitt, der für Freizeitaktivitäten rund ums Wasser genutzt werden kann.
Der schwedische Badplats zeichnet sich durch eine Grundausstattung mit Beschilderung, Rettungsring, Parkmöglichkeit sowie einen Steg oder eine andere Möglichkeit aus, das Wasser zu erreichen. Komfortablere Anlagen bieten dazu Abfalleimer, Umkleiden, Slip und ggf. einen Kiosk (saisonbedingt). FKK-Anlagen sind gesondert ausgeschildert. In detaillierten Karten (Motormännens Vägatlas över Sverige u. a.) ist jeder Badplats ausgeschildert. Im Sinne des ungeschriebenen schwedischen Jedermannsrechtes wird damit dem Anspruch auf freien Zugang zu Meeren, Seen und Flüssen Genüge getan.
Der Unterschied zu öffentlichen Badeanstalten speziell deutscher Prägung besteht im freien Zugang, der fehlenden allgemeinen Reglementierung (nur kommunale Einzelfallregelungen) und der volkskulturellen Bedeutung und dem flächendeckenden Bestand in Schweden. Deshalb ist der Badplats nicht vergleichbar mit einem Freibad oder einem Naturbad.